# Jacques Étienne Gay
Jacques Étienne Gay, född 11 oktober 1786 i Nyon, död 16 januari 1864 i Paris, var en schweizisk-fransk botaniker.
Han var gift med Rosalie Nillion.
Gay var särskilt intresserad av ormbunksväxter och fröväxter. IPNI listar 525 arter, som han beskrivit.

## Publikationer
Ett urval:
- 1821. Monographie des cinq genres de plantes que comprend la tribu des Lasiopétalées dans la famille des Buttneriacees, 38 sidor, 8 illustrationer
- 1836. «Duriaei Iter Asturicum Botanicum: Anno 1835 Susceptum». Ann. des sciences naturelles 2 (6)
- 1842. Erysimorum quorundam novorum diagnoses simulque Erysimi muralis descriptionem, 16 illustrationer, 28 sidor
- 1848. Eryngiorum novorum vel minus cognitorum heptas, 39 sidor
- 1857. Recherches sur les caractères de la végétation du fraisier et sur la distribution géographique de ses espèces, avec la description de deux nouvelles, 23 sidor

## Eponymer
- (Malvaceae)
  - Gaya Kunth
- (Sterculiaceae)
  - Gaya Spreng.
- (Amaryllidaceae)
  - Narcissus gayi (Henon) Pugsley
- (Cyperaceae)
  - Cyperus gayi (C.B.Clarke) Kük.
- (Potamogetonaceae)
  - Potamogeton gayi A.Benn., 1892

Auktorsnamnet J.Gay kan användas för Jacques Étienne Gay i samband med ett vetenskapligt namn inom botaniken; se Wikipediaartiklar som länkar till auktorsnamnet.